# Irmgard Furchner

Irmgard Furchner, née le 29 mai 1925 et morte le 14 janvier 2025, est une Allemande connue pour avoir été secrétaire et sténographe dans le camp de concentration de Stutthof. En 2024 — à l'âge de 99 ans — elle est définitivement reconnue coupable de complicité de meurtres dans plus de 10 000 cas.

## Procès
Depuis la condamnation en 2011 de John Demjanjuk, un ancien gardien du camp de Sobibor, il est possible de poursuivre pour complicité n'importe quel auxiliaire d’un camp de concentration,.
Le procès d'Irmgard Furchner se déroule devant un tribunal pour enfants d'Itzehoe, puisqu'elle  n'avait que 18 ans au moment des infractions qui lui sont reprochées. Elle avait annoncé à l'avance qu'elle ne souhaitait pas comparaître devant le tribunal et avait demandé au juge de ne pas s'attendre à ce qu'elle le fasse ; elle avait fait savoir par courrier qu'elle boycotterait son procès, jugeant celui-ci « dégradant ». Dans un procès pénal, cependant, la présence de l'accusé est indispensable.
Fin septembre 2021, quelques heures avant le début de son procès, elle quitte la maison de retraite de Quickborn où elle habite et prend un taxi jusqu'à la station de métro Norderstedt Mitte. Le président de la chambre criminelle délivre alors un mandat d'arrêt ; Irmgard Furchner est rapidement capturée et arrêtée,,,,. Cinq jours plus tard Irmgard Furchner est libérée sous condition. Le procès est reporté au 19 octobre.
Elle est condamnée en première instance à deux ans de prison avec sursis en décembre 2022, et fait appel. Un tribunal allemand rejette cet appel le 20 août 2024. Irmgard Furchner, âgée de 99 ans, est alors définitivement reconnue coupable de complicité de meurtres,.
Irmgard Furchner meurt le 14 janvier 2025 à l'âge de 99 ans. Son décès n'est rapporté par les médias seulement qu'en avril 2025.